# Liste der bayerischen Lokomotiven und Triebwagen
In dieser Liste der bayerischen Lokomotiven und Triebwagen sind die Lokomotiven und Triebwagen des rechtsrheinischen (d. h. bayerischen) Netzes der Königlich Bayerischen Staatseisenbahnen sowie deren Nach- und Umbauten aufgeführt. Die Lokomotiven und Triebwagen der bis 1946 zu Bayern gehörenden Pfalz sind in der Liste der pfälzischen Lokomotiven und Triebwagen zusammengefasst.

## Lokomotiven der Ludwigs-Eisenbahn-Gesellschaft
Die Königlich privilegierte Ludwigs-Eisenbahn-Gesellschaft, die 1835 als erste Eisenbahn Deutschlands in Betrieb ging, blieb Zeit ihres Bestehens von 1834 bis 1922 eine unabhängige Privatbahn. Ihre Lokomotiven finden sich daher in einem eigenen Artikel.
siehe: Lokomotiven der Ludwigseisenbahn

## Lokomotiven der München-Augsburger Eisenbahn-Gesellschaft
Die München-Augsburger Eisenbahn-Gesellschaft nahm als erste bayerische Fernbahn ihren Betrieb schrittweise zwischen 1838 und 1840 auf und bestritt diesen mit acht in England gekauften Lokomotiven. Maffeis erstgebaute Lokomotive DER MÜNCHNER wurde zwar erprobt, aber nicht angekauft. Mit der Verstaatlichung der München-Augsburger Eisenbahn-Gesellschaft im Jahre 1844 wurden deren Lokomotiven unter Beibehaltung ihrer Namen von der Staatsbahn übernommen.
| Namen            | Gattung Staatsbahn | Inventarnummern Staatsbahn | Anzahl | Baujahr(e) | ausgem. bis | Bauart | Bemerkungen                                              | Bild |
| ---------------- | ------------------ | -------------------------- | ------ | ---------- | ----------- | ------ | -------------------------------------------------------- | ---- |
| JUPITER und JUNO | ohne               | 101–102, ab 1852: 201–202  | 2      | 1837       | 1856        | 1A1 n2 | geliefert von Stephenson (UK), Fabriknummern 157 und 158 |      |
| VESTA und VENUS  | ohne               | 103–104, ab 1852: 203–204  | 2      | 1838       | 1868        | 1A1 n2 | geliefert von Sharp-Roberts (UK), Fabriknummern O und P  |      |
| VULKAN und MARS  | ohne               | 105–106, ab 1852: 205–206  | 2      | 1838       | 1856        | 1A1 n2 | geliefert von Fenton, Murray & Jackson (UK)              |      |
| MERKUR und DIANA | ohne               | 107–108, ab 1852: 207–208  | 2      | 1841       | 1874        | 1A1 n2 | geliefert von Stephenson (UK), Fabriknummern 314 und 315 |      |

## Lokomotiven derStaatseisenbahnen

### Bezeichnung der Staatsbahnlokomotiven

#### Namen und Nummern der Lokomotiven
Die Lokomotiven der Königlich Bayerischen Staatseisenbahnen waren von Beginn an mit Namen bezeichnet. Der Lokomotivname war in erhabenen Großbuchstaben auf einem an der Kessellängsseite bzw. bei Tenderlokomotiven am Wasserkasten angebrachten Messingschild zu lesen. Zur Benennung der Lokomotiven wählte man Namen bayerischer und außerbayerischer Orte, Flüsse, Seen und Berge, Namen bedeutender Persönlichkeiten aus Kunst und Wissenschaft sowie literarischer und mythologischer Figuren. Auch Tiernamen wurden in geringem Umfang verwendet.
Beispiele: BAVARIA, WÜRZBURG, ALTMÜHL, FUNTENSEE, WATZMANN, COPERNICUS, FAUST, ODYSSEUS, PANTHER
Lokomotiven mit Namen erhielten darüber hinaus eine sogenannte Inventarnummer, die in kleinen Ziffern am Kamin und an der Rückwand des Tenders bzw. bei Tenderlokomotiven an der Rückwand des Führerhauses angebracht war. Inventarnummern wurden fortlaufend, unabhängig von Klasse oder Bauart an neu eingestellte Lokomotiven vergeben. Namen und Inventarnummern ausgemusterter Lokomotiven gingen in der Regel auf neu gelieferte Maschinen über. Die Namensschilder wurden dabei wiederverwendet.
Beispiel: Die 1889 gebaute C IV 113 PASING erhielt Namen und Inventarnummer einer im Jahr zuvor ausgemusterten A V.
Letztmals wurden 1892 Namen und Inventarnummern vergeben. Die Staatsbahn ging danach zu Bahn- oder Betriebsnummern über, wobei mit Lokomotiven gleicher Klasse oder Bauart ein bestimmter fortlaufender Nummernbereich belegt wurde. Die Zuordnung der Nummernbereiche erfolgte ohne erkennbare Systematik. Die Nummernschilder waren ebenso gestaltet und an gleicher Stelle angebracht wie die Namensschilder.

#### Älteres Klassifizierungsschema
Das ältere, 1847 eingeführte Klassifizierungsschema teilte die Lokomotiven in fünf durch Großbuchstaben gekennzeichnete Gruppen ein:
- A – Lokomotiven mit einer angetriebenen Achse
- B – Lokomotiven mit zwei gekuppelten Treibachsen
- C – Lokomotiven mit drei gekuppelten Treibachsen
- D – Tenderlokomotiven
- E – Lokomotiven mit vier gekuppelten Treibachsen

Mit einer folgenden, in der Reihenfolge der Indienststellung fortlaufend vergebenen römischen Ziffer wurden die Klassen genannten Lokomotivgattungen bezeichnet. Dabei wurde nicht nach dem Verwendungszweck der Lokomotiven unterschieden.
Beispiele: B V (gesprochen: „Be fünf“), D XI (gesprochen: „De elf“)
Da zum Zeitpunkt der Einführung dieses Bezeichnungssystems nur dreiachsige Lokomotiven mit ein, zwei oder drei Treibachsen vorhanden waren, wurden folgerichtig die Buchstaben A, B und C verwendet. Bei Einführung von Tenderlokomotiven im Jahre 1871 war die Verwendung vierfach gekuppelter Lokomotiven noch nicht vorstellbar, daher wurde den Tenderlokomotiven der Gattungsbuchstabe D zugewiesen. Als gegen Ende des 19. Jahrhunderts dann Vierkuppler-Güterzuglokomotiven erschienen, mussten diese – sinnwidrig – mit E I bezeichnet werden.
Das System wurde 1896 anlässlich der Einführung von Lokomotiven mit geteilten Triebwerken noch erweitert:
- AA – Lokomotive mit Vorspannachse (Lokomotive mit einer Treibachse und abhebbarer Hilfsachse zum Anfahren)
- BB – Mallet-Lokomotiven mit zwei zweifach gekuppelten Triebwerken

Beispiele: AA I, BB II
Zur Differenzierung von Zwillings- und Verbundlokomotiven wurde im Falle der Gattungen B XI und C IV der Gattungsbezeichnung noch hinzugefügt:
- Zw für Lokomotiven mit Zwillingstriebwerk
- Vbd (auch Vb oder Verb) für Lokomotiven mit Verbundtriebwerk

Beispiele: B XI Zw, C IV Vbd
An den Lokomotiven selbst waren diese Zusätze aber nicht angeschrieben.
Aus dem Rahmen des Schemas fielen die Schmalspurlokomotiven für die damals einzige Schmalspurstrecke der Staatseisenbahnen. Diese wurden mit dem Kürzel LE (für Lokalbahn Eichstätt) und mit römischer Nummerierung von I bis V versehen. Darüber hinaus führten diese Lokomotiven auch Inventarnummern.

#### Neueres Klassifizierungsschema von 1901
Aufgrund der technischen Entwicklung und den Anforderungen des Betriebes genügte das Schema nicht mehr, so dass man ab 1901 ein neues System einführte.
Dieses bestand aus mehreren Teilen:
Ein führender Großbuchstabe bezeichnete die Lokgattung:
- S – Schnellzuglokomotive
- P – Personenzuglokomotive
- G – Güterzuglokomotive
- R – Rangierlokomotive
- M – Motorwagen
- E – elektrischer Antrieb (ab 1913, der Lokgattung vorangestellt)

Die Lokgattung konnte durch einen oder mehrere weitere Buchstaben ergänzt werden:
- t – Tenderlokomotive (wurde bei Rangierlokomotiven nicht genutzt)
- z – Zahnradlokomotive
- s – Schmalspurlokomotive
- L – Lokalbahn

Es folgte die Angabe des Verhältnisses der Kuppelachsen zur Gesamtachszahl in Form eines Bruches z. B. 3/5.
Zur Unterscheidung von Heiß- und Naßdampflokomotiven innerhalb der gleichen Gattung wurde ans Ende der Bezeichnung ein „H“ oder „N“ gesetzt.
Beispiele:
- So bezeichnet S 3/6 (gesprochen „Es drei sechstel“) eine Schnellzuglokomotive mit 3 gekuppelten und insgesamt 6 Achsen – also drei Laufachsen.
- Die Pt 2/5 N ist eine Personenzugtenderlokomotive mit 2 gekuppelten und insgesamt 5 Achsen – also drei Laufachsen – in der Naßdampfausführung.
- EP 3/5 bezeichnet eine Elektrische Personenzuglokomotive mit 3 angetriebenen Achsen und insgesamt 5 Achsen – also zwei Laufachsen.

Das neue Bezeichnungssystem wurde nur auf die neu in Dienst gestellten Lokomotiven angewandt. Somit bestanden bis 1926 zwei verschiedene Bezeichnungssysteme nebeneinander, da die Gruppenverwaltung Bayern der Deutschen Reichsbahn die bayerische Nummerierung bis zur Umsetzung des einheitlichen Bezeichnungssystems aller Reichsbahnlokomotiven beibehalten hat (bei elektrischen Triebfahrzeugen in abgewandelter, vereinfachter Form).

### Dampflokomotiven

#### Lokomotiven der Anfangszeit für alle Zugarten
| Gattung | Bahnnummern und Namen             | Anzahl | Baujahr(e)  | ausgem. bis | Bauart | Bemerkungen                                                                                 | Bild |
| ------- | --------------------------------- | ------ | ----------- | ----------- | ------ | ------------------------------------------------------------------------------------------- | ---- |
| A I     | 1 GERMANIA bis 24 PETER HENLEIN   | 24     | 1844–1845   | 1878        | 1A1 n2 | 5 Lok 1868–74 in B I, 4 Lok 1871–74 in C I umgebaut                                         |      |
| A I     | 25 DER MÜNCHNER                   | 1      | 1841        | 1859        | 1A1 n2 | Erstling von Maffei, 1845 von der Staatsbahn angekauft                                      |      |
| A II    | 28 WERTACH bis 54 SCHWABACH       | 13     | 1847–1848   | 1877        | 1A1 n2 | 3 Lok 1859–76 in B I, 6 Lok 1871-76 in C I umgebaut                                         |      |
| A III   | 66 RIES bis 77 REZAT              | 4      | 1851–1852   | (1873)      | 1A1 n2 | 2 Lok 1868–71 in B I, 2 Lok 1869–71 in C I umgebaut                                         |      |
| A IV    | 84 PAAR bis 95 ZUSAM              | 8      | 1852–1853   | 1883        | 1A1 n2 | 1 Lok 1874 erst in C I, dann 1877 in B I umgebaut                                           |      |
| B I     | 26 MAIN bis 67 GERSTNER           | 22     | 1847–1850   | 1896        | 1B n2  |                                                                                             |      |
| B I     | 6 REICHENBACH bis 92 PLEINFELD    | (11)   | (1859–1877) | 1883        | 1B n2  | Umbau aus 5 A I, 3 A II, 2 A III und 1 C I ex A IV                                          |      |
| B II    | 68 BUCHLOE bis 83 BERG            | 14     | 1851–1852   | 1879        | 1B n2  |                                                                                             |      |
| B III   | 88 LINDAU bis 171 WASSERTRÜDINGEN | 18     | 1852–1855   | 1897        | 1B n2  |                                                                                             |      |
| B IV    | 100 ULM bis 109 AMBERG            | 10     | 1852–1853   | 1881        | 1B n2  |                                                                                             |      |
| C I     | 30 SCHARRER bis 60 SCHNEEBERG     | 5      | 1847–1850   | 1895        | C n2   | sog. „Remorqueure“, Schiebe- und Vorspannlok für die Schiefe Ebene Neuenmarkt-Markschorgast |      |
| C I     | 7 BAADER bis 92 PLEINFELD         | (13)   | (1869–1876) | 1879        | C n2   | Umbau aus 4 A I, 6 A II, 2 A III und 1 A IV                                                 |      |

Keine der Lokomotiven wurde mehr auf eine Betriebsnummer der Deutschen Reichsbahn umgezeichnet.

#### Personen- und Schnellzuglokomotiven
| Gattung          | Bahnnummern (und Namen)         | DR-Nummern                   | Anzahl | Baujahr(e) | ausgem. bis | Bauart     | Bemerkungen                                                                                   | Bild |
| ---------------- | ------------------------------- | ---------------------------- | ------ | ---------- | ----------- | ---------- | --------------------------------------------------------------------------------------------- | ---- |
| A V              | 110 MEITINGEN bis 172 ROTH      |                              | 24     | 1853–1855  | 1902        | 1A1 n2     |                                                                                               |      |
| B V              | 118 NAAB bis 259 WEILHEIM       |                              | 94     | 1853–1863  | 1909        | 1B n2      |                                                                                               |      |
| B V              | 187 PHOENIX                     |                              | 1      | 1857       | 1909        | B3' n2     | Stütztenderlokomotive, später der Regelausführung der B V angeglichen                         |      |
| B VI             | 266 MOOSBURG bis 496 BÜRGER     | (34 7461–34 7462)            | 107    | 1863–1871  | 1923        | 1B n2      |                                                                                               |      |
| B VII            | 379 EIBSEE bis 384 MAINBERNHEIM |                              | 6      | 1868       | 1877        | B n2       |                                                                                               |      |
| B VIII           | 497 SCHILLER bis 502 WIELAND    |                              | 6      | 1872       | 1911        | 1B n2      |                                                                                               |      |
| B IX (alt)       | 503 WÖRTH bis 506 MARS LA TOUR  |                              | 4      | 1870       | 1873        | B1 n2      | Strousberg-Type, 1873 an Reichseisenbahnen in Elsaß-Lothringen verkauft                       |      |
| B IX             | 602 STEINBERG bis 139" SALZBURG | (34 7421–34 7440)            | 104    | 1874–1887  | 1924        | 1B n2      |                                                                                               |      |
| B X              | 920 METZ bis 942 HEIDELBERG     | (34 7501–34 7513)            | 12     | 1889–1891  | 1925        | 1'B n2v    |                                                                                               |      |
| B X              | 920 METZ bis 942 HEIDELBERG     | (34 7501–34 7513)            | 2      | 1891       | 1925        | 1'B n2     | 1896 auf Verbundwirkung umgebaut                                                              |      |
| B XI Zw          | 1201–1239                       | 36 701–36 708                | 39     | 1892–1893  | 1926        | 2'B n2     |                                                                                               |      |
| B XI Vbd         | 1240–1339                       | 36 751–36 826                | 100    | 1895–1900  | 1931        | 2'B n2v    |                                                                                               |      |
| C V              | 2301                            |                              | 1      | 1896       | 1919        | 2'C n4v    | Prototyp mit 1640 mm Treibraddurchmesser, 1919 an Frankreich abgegeben                        |      |
| C V              | 2302–2343                       | 17 301–17 322                | 42     | 1899–1901  | 1930        | 2'C n4v    | Serie mit 1870 mm Treibraddurchmesser                                                         |      |
| AA I             | 1400                            |                              | 1      | 1896       | 1907        | 2'(a)A1 n2 | mit Vorspannachse, 1907/08 nach Unfall in 2'B h2 der Gattung P 2/4 umgebaut                   |      |
| S 2/5 (Vauclain) | 2398–2399                       | (14 131–14 132)              | 2      | 1901       | 1923        | 2'B1' n4v  | Vierzylinder-Verbundtriebwerk Bauart Vauclain, zu Vergleichszwecken von Baldwin (USA) bezogen |      |
| S 2/5            | 3001–3010                       | 14 141–14 145                | 10     | 1904       | 1926        | 2'B1 n4v   |                                                                                               |      |
| S 2/6            | 3201                            | (15 001)                     | 1      | 1906       | 1925        | 2'B2' h4v  |                                                                                               |      |
| S 3/5 N          | 3301–3328, 3330–3340            | 17 401–17 420                | 39     | 1903–1907  | 1948        | 2'C n4v    | 1924/25 in 2'C h4v umgebaut                                                                   |      |
| S 3/5 H          | 3329, 3341–3369                 | 17 501–17 524                | 30     | 1906–1911  | 1948        | 2'C h4v    |                                                                                               |      |
| S 3/6            | 3601–3623, 3642–3644            | 18 401–18 421                | 26     | 1908–1913  | 1950        | 2'C1' h4v  | Ursprungsausführung                                                                           |      |
| S 3/6            | 3624–3641                       | 18 441–18 458                | 18     | 1912       | 1954        | 2'C1' h4v  | sog. „Hochhaxige“, Treibraddurchmesser 2000 mm                                                |      |
| S 3/6            | 3645–3679                       | 18 422–18 424, 18 461–18 478 | 35     | 1914–1918  | 1960        | 2'C1' h4v  | verkürzter Achsstand wie pfälz. S 3/6                                                         |      |
| S 3/6            | 3680–3709                       | 18 479–18 508                | 30     | 1923–1924  | 1969        | 2'C1' h4v  | Nachbestellung der Gruppenverwaltung Bayern                                                   |      |
| S 3/6            |                                 | 18 509–18 548                | 40     | 1926–1930  | 1962        | 2'C1' h4v  | Nachbau der Deutschen Reichsbahn für den Einsatz außerhalb Bayerns                            |      |
| P 2/4            | 1400                            | 36 861                       | (1)    | (1908)     | 1933        | 2'B h2     | Umbau aus AA I                                                                                |      |
| P 3/5 N          | 3801–3836                       | 38 001–38 013                | 36     | 1905–1907  | 1943        | 2'C n4v    | 1924/25 in 2'C h4v umgebaut                                                                   |      |
| P 3/5 H          | 3837–3916                       | 38 401–38 480                | 80     | 1921       | 1955        | 2'C h4v    | Nachbestellung der Gruppenverwaltung Bayern mit Überhitzer                                    |      |

#### Güterzuglokomotiven
| Gattung        | Bahnnummern (und Namen)                                | DR-Nummern                                     | Anzahl | Baujahr(e) | ausgem. bis | Bauart  | Bemerkungen | Bild |
| -------------- | ------------------------------------------------------ | ---------------------------------------------- | ------ | ---------- | ----------- | ------- | --- | ---- |
| C II           | 189 HERCULES                                           |                                                | 1      | 1857       | 1906        | C2' n2  | Stütztenderlokomotiven, um 1870 der Regelausführung der C II angeglichen                                                           |      |
| C II           | 196 HECTOR bis 199 THESEUS                             |                                                | 4      | 1858       | 1906        | C3' n2  | Stütztenderlokomotiven, um 1870 der Regelausführung der C II angeglichen                                                           |      |
| C II           | 220 JASON bis 368 SCHÄRDING                            |                                                | 68     | 1861–1868  | 1906        | C n2    | |      |
| C III          | 385 STEPHENSON bis 809 MARTINLAMITZ                    | (53 7871–53 7990)                              | 239    | 1868–1879  | 1925        | C n2    | |      |
| C III          | 1" GERMANIA bis 601 ARMANNSBERG                        | (53 7831–53 7833)                              | 14     | 1872–1874  | 1924        | C n2    | Bauart Sigl, wie MÁV III; 1895–1902 den anderen C III angeglichen                                                                  |      |
| C IV Zw        | 36" HOF bis 960 SÄNTIS, 1401–1441, 1452–1462           | 53 8011–53 8064                                | 87     | 1884–1892  | 1926        | C n2    | |      |
| C IV Vbd       | 911 RUPPERTSBERG, 912 WELTENBURG, 1442–1451, 1463–1550 | 53 8081–53 8168                                | 100    | 1889–1897  | 1931        | C n2v   | |      |
| C VI           | 1551–1633                                              | 54 1301–54 1364                                | 83     | 1899–1905  | 1935        | 1'C n2v | |      |
| E I            | 2051–2062                                              | (56 301–56 309)                                | 12     | 1895–1896  | 1925        | 1'D n2  | Zylinder vor der Laufachse |      |
| E I            | 2063–2064                                              | (56 310–56 311)                                | 2      | 1896–1897  | 1925        | 1'D n4v | Vierzylinder-Verbundtriebwerk Bauart Sondermann, 1899 in 1'D n2 umgebaut                                                           |      |
| E I            | 2065–2084, 2087–2099, 2116–2130                        | (56 312–56 353)                                | 48     | 1899–1901  | 1925        | 1'D n2  | Zylinder hinter der Laufachse |      |
| E I (Vauclain) | 2085–2086                                              |                                                | 2      | 1899       | 1919        | 1'D n4v | Vierzylinder-Verbundtriebwerk Bauart Vauclain, zu Vergleichszwecken von Baldwin (USA) bezogen; letzte 1919 an Frankreich abgegeben |      |
| BB I           | 2100                                                   | (55 7101)                                      | 1      | 1896       | 1924        | B'B n4v | Gelenklokomotive Bauart Mallet |      |
| G 3/4 N        | 1634–1670                                              | 54 1401–54 1432                                | 37     | 1907–1909  | 1934        | 1'C n2v | Weiterbau der C VI |      |
| G 3/4 H        | 7001–7165                                              | 54 1501–54 1665                                | 165    | 1919–1921  | 1964        | 1'C h2  | |      |
| G 3/4 H        | 7166–7225                                              | 54 1666–54 1725                                | 60     | 1922–1923  | 1965        | 1'C h2  | Nachbestellung der Gruppenverwaltung Bayern                                                                                        |      |
| G 4/5 N        | 2131–2137                                              | 56 401–56 404                                  | 7      | 1905–1906  | 1927        | 1'D n2  | |      |
| G 4/5 H        | 5151–5160, 5501–5695, 5211–5235                        | 56 801–56 809, 56 901–56 1035, 56 1101–56 1125 | 230    | 1915–1919  | 1947        | 1'D h4v | 5151–5160 für MGD Brüssel, 5211–5235 für MGD Warschau bestellt; beide Serien von Bayern übernommen                                 |      |
| G 5/5          | 5801–5815                                              | 57 501–57 507                                  | 15     | 1911       | 1933        | E h4v   | |      |
| G 5/5          | 5816–5895                                              | 57 511–57 590                                  | 80     | 1920–1924  | 1949        | E h4v   | Nachbestellung der Gruppenverwaltung Bayern                                                                                        |      |

#### Tenderlokomotiven
| Gattung  | Bahnnummern (und Namen)                          | DR-Nummern        | Anzahl | Baujahr(e) | ausgem. bis | Bauart    | Bemerkungen                                                        | Bild |
| -------- | ------------------------------------------------ | ----------------- | ------ | ---------- | ----------- | --------- | ------------------------------------------------------------------ | ---- |
| D I      | 457 JANUS bis 660 LEVIATHAN                      | (88 7011–88 7017) | 15     | 1871–1875  | 1923        | B n2t     |                                                                    |      |
| D II     | 2400–2472                                        | 89 601–89 670     | 73     | 1898–1904  | 1960        | C n2t     |                                                                    |      |
| D IV     | 700 ACHERON bis 968 GUDRUN, 1701–1737            | 88 7101–88 7201   | 132    | 1875–1897  | 1930        | B n2t     |                                                                    |      |
| D V      | 379" EIBSEE bis 796 EISENSTEIN                   | 89 8101–89 8110   | 10     | 1877–1878  | 1928        | C n2t     |                                                                    |      |
| D IX     | 172" ROTH bis 973 GAISBERG, 1931–1960, 2101–2115 | 70 7102–70 7154   | 55     | 1888–1899  | 1932        | 1B n2t    |                                                                    |      |
| D XII    | 2201–2296                                        | 73 031–73 124     | 96     | 1897–1904  | 1960        | 1'B2' n2t |                                                                    |      |
| Pt 2/3   | 6001–6097                                        | 70 001–70 097     | 97     | 1909–1916  | 1963        | 1B h2t    |                                                                    |      |
| Pt 2/4 N | 6501–6502                                        | 72 101–72 102     | 2      | 1909       | 1925        | 2'B n2t   |                                                                    |      |
| Pt 2/4 H | 5001–5012                                        | 71 201–71 212     | 12     | 1906–1909  | 1943        | 1'B1' h2t |                                                                    |      |
| Pt 2/5 N | 5202–5210                                        | 73 131–73 139     | 9      | 1907       | 1934        | 1'B2' n2t | Weiterbau der D XII                                                |      |
| Pt 2/5 H | 5201                                             | 73 201            | 1      | 1906       | 1933        | 1'B2' h2t | wie D XII, mit Überhitzer                                          |      |
| Pt 3/6   | 6101–6110                                        | 77 110–77 119     | 10     | 1923       | 1950        | 1'C2' h2t | wie pfälzische Pt 3/6, Nachbestellung der Gruppenverwaltung Bayern |      |
| Gt 2×4/4 | 5751–5765                                        | 96 001–96 015     | 15     | 1913–1914  | 1948        | D'D h4vt  |                                                                    |      |
| Gt 2×4/4 | 5766–5775                                        | 96 016–96 025     | 10     | 1922–1923  | 1948        | D'D h4vt  | Nachbestellung der Gruppenverwaltung Bayern                        |      |
| R 3/3    | 2473–2490                                        | 89 701–89 717     | 18     | 1906–1913  | 1960        | C n2t     | Weiterbau der D II (2. Bes.)                                       |      |
| R 3/3    | 4701–4790                                        | 89 801–89 890     | 90     | 1921–1922  | 1964        | C n2t     | Nachbestellung der Gruppenverwaltung Bayern                        |      |
| R 4/4    | 4151–4183                                        | 92 2008–92 2040   | 33     | 1918–1919  | 1962        | D n2t     | wie pfälzische R 4/4                                               |      |
| R 4/4    | 4184–4192                                        | 92 2041–2049      | 9      | 1924–1925  | 1961        | D n2t     | Nachbestellung der Gruppenverwaltung Bayern                        |      |

#### Lokalbahnlokomotiven
Zur Erschließung des ländlichen Raums wurden in Bayern zwischen 1872 und 1916 unter verschiedenen Rechtsformen (Vizinalbahn, Sekundärbahn, schließlich Lokalbahn) zahlreiche eingleisige Nebenbahnen angelegt. Zu deren Betrieb beschaffte die Königlich Bayerische Staatsbahn leichte Tenderlokomotiven und spezielles Reisezugwagenmaterial. Die Lokalbahnlokomotiven wurden von der Deutschen Reichsbahn in die extra dafür geschaffene Baureihe 98 eingereiht, und die Gruppenverwaltung Bayern der DRG ließ noch 1929 eine neue Lokalbahnlokomotive entwickeln.
| Gattung          | Bahnnummern (und Namen)                         | DR-Nummern                       | Anzahl | Baujahr(e) | ausgem. bis | Bauart        | Bemerkungen                                                                                                  | Bild |
| ---------------- | ----------------------------------------------- | -------------------------------- | ------ | ---------- | ----------- | ------------- | --- | ---- |
| D II (alt)       | 562 GEIER bis 565 BÄR                           |                                  | 4      | 1873       | 1894        | B n2t         | |      |
| D III            | 566 WOLF bis 571 GREIF                          |                                  | 6      | 1873       | 1897        | B n2t         | |      |
| D VI             | 847 CLOTHO bis 974 EBERMANNSTADT, 1801–1804     | 98 7501–98 7526                  | 53     | 1880–1894  | um 1937     | B n2t         | |      |
| D VII            | 857 AGAMEMNON bis 980 HÖCHSTADT, 1851–1874      | 98 7601–98 7614, 98 7621–98 7681 | 75     | 1880–1895  | 1935        | C n2t         | |      |
| D VIII           | 904 KIRCHBERG bis 947 BISCHOFSWIESEN, 1901–1905 | 98 661–98 669                    | 10     | 1888–1893  | 1935        | C1' n2t       | ältere D VIII, für Reichenhall–Berchtesgaden                                                                 |      |
| D VIII           | 1906–1914                                       | 98 671–98 679                    | 9      | 1898–1903  | vor 1950    | C1' n2t       | neuere D VIII                                                                                                |      |
| D X              | 931 FRAUENAU bis 936 PASSAU, 1961–1963          | 98 7701–98 7709                  | 9      | 1890–1893  | 1931        | C1' n2t       | |      |
| D XI             | 1991–2050, 2701–2761, 2765–2782                 | 98 411–98 423, 98 431–98 556     | 139    | 1895–1912  | 1960        | C1' n2t       | 2705–2712 ex LMKO VI–XI und IV–V, 1901 aus dem Bestand der AG Süddeutsche elektrische Lokalbahnen übernommen |      |
| BB II            | 2501–2531                                       | 98 701–98 731                    | 31     | 1899–1908  | 1943        | B'B n4vt      | Gelenklokomotive Bauart Mallet                                                                               |      |
| PtL 2/2 (Maffei) | 4001–4024                                       | (98 361–98 384)                  | 24     | 1906–1908  | 1923        | B h4t         | Bauart Maffei, mit gegenläufigem Triebwerk; urspr. ML 2/2                                                    |      |
| PtL 2/2 (Krauss) | 4501–4506                                       | (98 301–98 306)                  | 6      | 1905–1906  | 1923        | B h2t         | Bauart Krauss, mit Innenzylindern und Blindwelle; urspr. ML 2/2                                              |      |
| PtL 2/2 (Krauss) | 4507–4535                                       | 98 301–98 309                    | 29     | 1908–1909  | 1963        | B h2t         | Bauart Krauss, mit Blindwelle                                                                                |      |
| PtL 2/2 (Krauss) | 4536–4548                                       | 98 310–98 322                    | 13     | 1911–1914  | 1962        | B h2t         | Bauart Krauss, mit Regeltriebwerk                                                                            |      |
| PtL 3/3          | 1875–1876                                       | 98 7691–98 7691                  | 2      | 1889       | 1927        | C n2t         | ex LAG 9–10, 1908 mit Murnau–Garmisch übernommen; ähnlich D VII                                              |      |
| PtL 3/4          | 2762–2764                                       | 98 561–98 563                    | 3      | 1900       | 1951        | C1' n2t       | ex LAG 62–64 urspr. LMKO I–III, 1908 mit Murnau–Garmisch übernommen; wie D XI                                |      |
| PtL 3/4          | 2783–2787                                       | 98 564–98 568                    | 5      | 1914       | 1954        | C1' n2t       | Weiterbau der D XI                                                                                           |      |
| PtzL 3/4         | 4101–4103                                       | 97 101–97 103                    | 3      | 1912       | 1963        | Czz1' h2(4v)t | Zahnradlok, für Erlau–Wegscheid                                                                              |      |
| PtzL 3/4         | 4104                                            | 97 104                           | 1      | 1923       | 1963        | Czz1' h2(4v)t | Nachbestellung der Gruppenverwaltung Bayern                                                                  |      |
| GtL 4/4          | 2551–2563                                       | 98 801–98 813                    | 13     | 1911–1914  | 1970        | D h2t         | |      |
| GtL 4/4          | 2564–2650                                       | 98 814–98 917                    | 87     | 1921–1927  | 1970        | D h2t         | Nachbestellung der Gruppenverwaltung Bayern, 98 901–98 917 bereits mit DR-Nummer geliefert                   |      |
| (GtL 4/5)        |                                                 | 98 1001–98 1045                  | 45     | 1929–1933  | 1966        | D1' h2t       | Neubau der Gruppenverwaltung Bayern, Weiterentwicklung der GtL 4/4                                           |      |

#### Schmalspurlokomotiven
Die Königlich Bayerische Staatsbahn besaß nur zwei schmalspurige Bahnstrecken, nämlich die
- Altmühltalbahn Eichstätt–Kinding, deren Teilstrecken zwischen 1885 und 1898 in Betrieb gingen, und die
- Dampfstraßenbahn Neuötting–Altötting, die 1906 eröffnet wurde.

Beide Strecken waren in Meterspur angelegt worden, erstere wegen des schwierigen Abstiegs vom auf der Südlichen Frankenalb gelegenen Eichstätter Bahnhof in die im Altmühltal gelegene Stadt Eichstätt, letztere wegen der engen Durchfahrt durch die Stadtmitte Neuöttings. Neuötting–Altötting wurde bereits 1930 wieder stillgelegt, Eichstätt–Kinding zwischen 1929 und 1934 auf Normalspur umgebaut.
| Gattung   | Bahnnummern | DR-Nummern    | Anzahl | Baujahr(e) | ausgem. bis | Bauart   | Bemerkungen                                                                                            | Bild |
| --------- | ----------- | ------------- | ------ | ---------- | ----------- | -------- | --- | ---- |
| LE        | I–V         | 99 071–99 075 | 5      | 1885–1900  | 1934        | C n2t    | Krauss-Werkstyp XXXV, für Eichstätt–Kinding                                                            |      |
| Pts 3/4   | 1101–1103   | 99 131–99 132 | 3      | 1906       | 1931        | 1'C h2t  | für Neuötting–Altötting, 1102 im Ersten Weltkrieg an der Ostfront verloren                             |      |
| Pts 3/4   | 1104        | 99 133        | 1      | 1923       | 1931        | 1'C h2t  | Ersatzbestellung der Gruppenverwaltung Bayern                                                          |      |
| Gts 4/4   | 991         | 99 151        | 1      | 1909       | 1934        | D n2t    | für Eichstätt–Kinding                                                                                  |      |
| Gts 2×3/3 | 996         | 99 201        | 1      | 1917       | 1934        | C'C h4vt | Gelenklokomotive Bauart Mallet, 1920 aus dem Bestand der Heeresfeldbahn für Eichstätt–Kinding erworben |      |

#### Umbau bayerischer Dampflokomotiven durch die Deutsche Reichsbahn und Deutsche Bundesbahn
Lokomotiven der Gattungen GtL 4/4 und S 3/6 wurden von der Deutschen Reichsbahn bzw. der Deutschen Bundesbahn einem größeren Umbau unterzogen. Obwohl die Umbauten Jahrzehnte nach dem Ende der Bayerischen Staatsbahn stattfanden, wiesen diese Lokomotiven unverkennbar bayerische Baumerkmale auf und wurden auch in bahnamtlichen Dokumenten mit (inoffiziellen) bayerischen Gattungsnamen bezeichnet.
| Gattung   | Bahnnummern | DR-Nummern      | Anzahl | Baujahr(e)  | ausgem. bis | Bauart    | Bemerkungen                                                                | Bild |
| --------- | ----------- | --------------- | ------ | ----------- | ----------- | --------- | -------------------------------------------------------------------------- | ---- |
| (S 3/6)   |             | 18 601–18 630   | (30)   | (1953–1956) | 1966        | 2'C1' h4v | Umbau der Deutschen Bundesbahn aus 18.4–5 (S 3/6) mit Hochleistungskessel  |      |
| (GtL 4/5) |             | 98 1101–98 1129 | (29)   | (1934–1941) | 1965        | 1'D h2t   | Umbau der Deutschen Reichsbahn aus 98.8–9 (GtL 4/4) mit vorderer Laufachse |      |

### Elektrolokomotiven
Bereits im Jahr 1908 genehmigte der Bayerische Landtag die Elektrifizierung der Bahnstrecken Freilassing–Bad Reichenhall und Bad Reichenhall–Berchtesgaden sowie, in Zusammenarbeit mit den k.k. Staatsbahnen, (Innsbruck–) Scharnitz–Garmisch und Garmisch–Griesen (–Reutte). Auf der Mittenwaldbahn Innsbruck–Garmisch wurde der elektrische Betrieb 1912 mit österreichischen Lokomotiven der Reihe 1060 aufgenommen, die Außerfernbahn Garmisch–Reutte folgte 1913 mit fünf bayerischen EP 3/5. Für den 1914 eröffneten elektrischen Betrieb der Strecken um Bad Reichenhall wurden 12 Lokomotiven in vier verschiedenen Bauarten beschafft.
Weitere Strecken wurden in Bayern erst zur Reichsbahnzeit zwischen 1925 und 1928 elektrifiziert, wofür mit der Inbetriebnahme des Walchenseekraftwerks im Jahre 1924 die Voraussetzungen geschaffen waren. Dies betraf die von München ausgehenden Hauptstrecken nach Garmisch, Regensburg, Rosenheim, und von dort weiter nach Kufstein und Salzburg, sowie die Nebenbahn Murnau–Kochel und einige Münchner Vorortstrecken. Für den Betrieb auf diesen Strecken wurden von der Gruppenverwaltung Bayern der Deutschen Reichsbahn im Rahmen des Wechmann-Plans 127 Lokomotiven beschafft. Die Güterzuglokomotiven EG 3 und EG 5 (spätere E 77 und E 91) waren bereits baugleich mit ihren preußischen Pendants. Die ES 1, spätere E 16, bewährte sich so gut, dass sie bis 1933 nachbeschafft wurde.
Ein Teil der mit bayerischen Gattungsbezeichnungen und Bahnnummern bestellten ES 1 (E 16) und EG 5 (E 91) sowie alle EG 4 (E 79) wurden bereits mit DR-Nummern geliefert.
| Gattung                | Bahnnummern | DR-Nummern      | Anzahl | Baujahr(e) | ausgem. bis | Bauart         | Bemerkungen | Bild |
| ---------------------- | ----------- | --------------- | ------ | ---------- | ----------- | -------------- | --- | ---- |
| ES 1                   | 21001–21010 | E 16 01–E 16 10 | 10     | 1925       | 1980        | 1'Do1' w4e     | Bestellung der Gruppenverwaltung Bayern |      |
| ES 1                   |             | E 16 11–E 16 21 | 11     | 1928–1933  | 1978        | 1'Do1' w4e     | Nachbauserie |      |
| EP 3/5 ab 1920: EP 1   | 20001–20005 | E 62 01–E 62 05 | 5      | 1912       | 1955        | 1'C1' w1k      | für Garmisch–Reutte |      |
| EP 2                   | 20006–20034 | E 32 06–E 32 34 | 29     | 1924–1926  | 1972        | 1'C1' w2u      | Bestellung der Gruppenverwaltung Bayern; 8 Lok 1935/36 nach Erhöhung der Höchstgeschwindigkeit in E 32 101–E 32 108 umgezeichnet                                         |      |
| EP 3/6 ab 1920: EP 3   | 20101–20104 | E 36 01–E 36 04 | 4      | 1914       | 1943        | 1'C2' w1k      | für Freilassing–Bad Reichenhall und Bad Reichenhall–Berchtesgaden |      |
| EP 3/6" ab 1920: EP 4  | 20121–20124 | E 36 21–E 36 24 | 4      | 1914       | 1937        | 1'C2' w1k      | für Freilassing–Bad Reichenhall und Bad Reichenhall–Berchtesgaden |      |
| EP 5                   | 21501–21535 | E 52 01–E 52 35 | 35     | 1924–1925  | 1973        | 2'BB2' w4u     | Bestellung der Gruppenverwaltung Bayern |      |
| EG 4×1/1 ab 1920: EG 1 | 20201–20202 | E 73 01–E 73 02 | 2      | 1914–1915  | 1941        | Bo'Bo' w4t     | für Freilassing–Bad Reichenhall und Bad Reichenhall–Berchtesgaden |      |
| EG 2×2/2 ab 1920: EG 2 | 20221–20222 | E 70 21–E 70 22 | 2      | 1920       | 1951        | B'B' w2u       | für Freilassing–Bad Reichenhall und Bad Reichenhall–Berchtesgaden |      |
| EG 3                   | 22001–22031 | E 77 01–E 77 31 | 31     | 1924–1925  | 1969        | (1'B)(B1') w2u | Bestellung der Gruppenverwaltung Bayern, baugleich mit preuß. EG 701–EG 725; 1943/44 vollständig ans mitteldeutsche Netz abgegeben, bei der DR ab 1960 wieder in Betrieb |      |
| (EG 4)                 | 22101–22102 | E 79 01–E 79 02 | 2      | 1926–1927  | 1940        | 2'D1' w2u      | Bestellung der Gruppenverwaltung Bayern, für Freilassing–Bad Reichenhall und Bad Reichenhall–Berchtesgaden                                                               |      |
| EG 5                   | 22501–22516 | E 91 01–E 91 20 | 20     | 1924–1927  | 1975        | C'C' w4u       | Bestellung der Gruppenverwaltung Bayern, baugleich mit preuß. EG 581–EG 594                                                                                              |      |

### Triebwagen
Nachdem die Bayerische Staatsbahn bereits 1882 einen sog. Dampfomnibus von Krauss erprobt, aber nicht in ihren Bestand übernommen hatte, wurden erst nach 1900 Triebwagen in geringer Zahl in Dienst gestellt. Während sich der Akkumulatoren- und die Dampftriebwagen als wenig brauchbar erwiesen, waren die für die zusammen mit der Salzburger Eisenbahn- und Tramway-Gesellschaft (SETG) betriebenen Lokalbahnen zwischen Berchtesgaden und Salzburg bzw. Königssee beschafften Gleichstromtriebwagen weit erfolgreicher. Erst nach der Betriebseinstellung auf der Teilstrecke Berchtesgaden–Hangender Stein und der Umstellung der Königsseebahn auf 15 kV 16⅔ Hz ~ in den Jahren 1938 bzw. 1942 wurden die Wagen an die SETG und Stern & Hafferl verkauft oder auf die im Sudetenland gelegene Bahnstrecke Hohenfurth–Lippnerschwebe umgesetzt. Mit Kriegsende 1945 kam diese Strecke samt Wagen wieder an die ČSD.
Aus den seit etwa Ende des Ersten Weltkriegs abgestellten MCCi entstanden Mitte der 1920er Jahre durch Umbau vier Elektro- und ein Dieseltriebwagen. Die elektrischen Umbautriebwagen wurden die Prototypen für die jahrzehntelang vorwiegend im Münchner Vorortverkehr eingesetzten Neubauten der späteren Baureihe ET 85; der Dieseltriebwagen blieb ein experimentelles Einzelstück ohne Nachfolger.
| Gattung | Bahnnummern | DR-Nummern                                                              | Anzahl | Baujahr(e) | ausgem. bis | Bauart    | Bemerkungen | Bild |
| ------- | ----------- | ----------------------------------------------------------------------- | ------ | ---------- | ----------- | --------- | --- | ---- |
| MCi     | 8373        |                                                                         | (1)    | (1901)     | (1912)      | Bo g2t    | Akkutriebwagen, Umbau aus Personenwagen Ci (Baujahr 1887); 1912 zu Turmwagen umgebaut                              |      |
| MBCi    | 2521        |                                                                         | 1      | 1904       | 1910        | A1 n2v    | Dampftriebwagen Bauart Ganz-De Dion-Bouton, baugleich mit pfälz. MBCL                                              |      |
| MCCi    | 14501–14507 |                                                                         | 7      | 1906–1909  | um 1924     | B2' h4    | Dampftriebwagen, Maschine wie PtL 2/2 (Maffei)                                                                     |      |
| MBCL    | 101–109     | München 501–509 ab 1930: elT 1481–elT 1489 ab 1941: ET 184 01–ET 184 09 | 9      | 1907–1909  | 1945        | Bo g2t    | Elektrischer Triebwagen für 1000 V =, für die Lokalbahnen Berchtesgaden–Salzburg und Berchtesgaden–Königssee       |      |
| MPL     | 1501        | München 601 ab 1941: ET 194 01                                          | 1      | 1909       | 1945        | Bo g2t    | Elektrischer Gepäcktriebwagen für 1000 V =, für die Lokalbahnen Berchtesgaden–Salzburg und Berchtesgaden–Königssee |      |
|         |             | München 701–704 ab 1930: elT 1101–elT 1104 ab 1941: ET 85 01–ET 85 04   | (4)    | (1924)     | 1958        | Bo'2' w2t | Elektrischer Triebwagen, Umbau der Gruppenverwaltung Bayern aus MCCi 14501–14502, 14506–14507                      |      |
|         |             | München 705–730 ab 1930: elT 1105–elT 1136 ab 1941: ET 85 05–ET 85 36   | 32     | 1927–1933  | 1977        | Bo'2' w2t | Elektrischer Triebwagen, Neubau der Gruppenverwaltung Bayern als Weiterentwicklung der Umbau-Triebwagen            |      |
|         |             | München 101 ab 1927: vT 865                                             | (1)    | (1927)     | 1933        | B'2' dm   | Dieseltriebwagen, Umbau der Gruppenverwaltung Bayern aus MCCi 14503                                                |      |

## Lokomotiven der Bayerischen Ostbahn
Die Königlich privilegierte Actiengesellschaft der bayerischen Ostbahnen – kurz Bayerische Ostbahn (BOB) genannt – verband seit 1859 Regensburg mit den beiden größten Städten des Landes, München und Nürnberg. In den folgenden knapp zwei Jahrzehnten erschloss die Ostbahn den gesamten Osten Bayerns, vorwiegend in den Regierungsbezirken Niederbayern und Oberpfalz. Aufgrund der zunehmenden Konkurrenzsituation zwischen Staats- und Ostbahn und der sich verschlechternden wirtschaftlichen Lage Letzterer wurde die Bayerische Ostbahn mit Gesetz vom 15. April 1875 verstaatlicht und ging zum 1. Januar 1876 in der Staatsbahn auf.

### Bezeichnung der Ostbahnlokomotiven
Das Bezeichnungsschema der Bayerischen Ostbahn lehnte sich an das der Staatsbahn an. Die Lokomotiven wurden in fünf Gruppen eingeteilt, die ebenfalls durch Großbuchstaben gekennzeichnet waren.
- A – Lokomotiven mit einer angetriebenen Achse
- B – Lokomotiven mit zwei gekuppelten Achsen und Laufachse
- C – Lokomotiven mit drei gekuppelten Achsen
- D – Tenderlokomotiven
- E – Lokomotiven mit zwei gekuppelten Achsen ohne Laufachse

Die Ostbahn verzichtete auf die Unterscheidung einzelner Gattungen durch eine spezielle Gattungsnummer. Stattdessen erfolgte eine fortlaufende Nummerierung der Loks innerhalb einer Gruppe. Die ehemaligen Ostbahn-Lokomotiven wurden nach der Verstaatlichung von der Staatsbahn zunächst unter ihrer alten Nummer weiterbetrieben; erst 1892 erfolgte die Umbezeichnung auf das Bezeichnungssystem der Staatsbahn.
Die erstgelieferten Lokomotiven A 1–A 12 und B 1–6 erhielten Namen von Städten bzw. Flüssen aus dem Verkehrsgebiet der Ostbahn. Danach wurde die Vergabe von Lokomotivnamen aufgegeben.

### Dampflokomotiven
Die 192 Lokomotiven der Ostbahn wurden ausnahmslos von Maffei gebaut – Joseph Anton von Maffei war einer der maßgeblichen Kapitalgeber der Aktiengesellschaft – und unterschieden sich trotz sichtbar bayerischen Gepräges mit Ausnahme der C III deutlich von denen der Staatsbahn. Ehemalige Ostbahn-Lokomotiven wurden von der Bayerischen Staatsbahn mit stärkeren Radreifen versehen, so dass sich in späteren Jahren bis zu 40 mm größere Raddurchmesser ergaben. Die meisten Lokomotivtypen waren bis 1910 ausgemustert, lediglich Lokomotiven der Gattungen C III (Ostbahn) und D IV (Ostbahn) waren 1923 unter den Nummern 53 7834–53 7868 und 88 7021–88 7026 noch im vorläufigen Umzeichnungsplan der Deutschen Reichsbahn für Länderbahnlokomotiven enthalten. Zu einer endgültigen Umzeichnung kam es nicht mehr.
| Bahnnummern Ostbahn        | Gattung Staatsbahn | Bahnnummern Staatsbahn | Anzahl | Baujahr(e)  | ausgem. bis | Bauart | Bemerkungen | Bild |
| -------------------------- | ------------------ | ---------------------- | ------ | ----------- | ----------- | ------ | --- | ---- |
| A 1–A 12                   |                    |                        | 12     | 1857–1858   | (1872)      | 2A n2  | Bauart Crampton, 1869–72 in 1B n2 der Serie B 79–B 90 umgebaut                                                    |      |
| A 13–A 24                  |                    |                        | 12     | 1859        | (1871)      | 1A1 n2 | Bauart Stephenson, 1870/71 in 1B n2 der Serie B 67–B 78 umgebaut                                                  |      |
| B 1–B 66                   | B V (Ostbahn)      | 1003–1068              | 66     | 1858–1865   | 1911        | 1B n2  | |      |
| B 67–B 78                  | B IX (Ostbahn)     | 1069–1080              | (12)   | (1870–1871) | 1903        | 1B n2  | Umbau aus A 13–A 24, Treibraddurchmesser 1524 mm                                                                  |      |
| B 79–B 90                  | B IX (Ostbahn)     | 1081–1092              | (12)   | (1869–1872) | 1908        | 1B n2  | Umbau aus A 1–A 12, Treibraddurchmesser 1829 mm (Lok B 79/1081: 1524 mm)                                          |      |
| B 91–B 96                  | B IX (Ostbahn)     | 1093–1098              | 6      | 1872        | 1909        | 1B n2  | Treibraddurchmesser 1828 mm                                                                                       |      |
| B 97–B 109                 | B IX (Ostbahn)     | 1099–1111              | 13     | 1875        | 1912        | 1B n2  | Treibraddurchmesser 1696 mm                                                                                       |      |
| C 1–C 12                   | C II (Ostbahn)     | 1112–1123              | 12     | 1862–1863   | 1906        | C n2   | Treibraddurchmesser 1524 mm, Personenzuglokomotive                                                                |      |
| C 13–C 64                  | C III (Ostbahn)    | 1124–1175              | 55     | 1867–1875   | 1924        | C n2   | C 37–C 39 1872 neu an die Reichseisenbahnen in Elsaß-Lothringen verkauft, durch Neubauten gleicher Nummer ersetzt |      |
| D 1–D 12                   | D IV (Ostbahn)     | 1178–1189              | 12     | 1867–1872   | 1924        | B n2t  | |      |
| D 13–D 14                  | D II (Ostbahn)     | 1176–1177              | 2      | 1866        | 1895        | B n2t  | urspr. Eigentum der von der Ostbahn betriebenen Deggendorf-Plattlinger Eisenbahn, 1872 übernommen                 |      |
| E 1–E 2 ab 1872: A 1"–A 2" | B V (Ostbahn)      | 1001–1002              | 2      | 1869        | 1908        | B n2   | |      |